# Lely Burgos
Lely Berlitt Burgos Ortiz (6 de junho de 1985) é uma halterofilista porto-riquenha. Competiu nos Jogos Olímpicos de Verão de 2012 em Londres, na 
categoria até 48 kg feminino, terminando na 11ª posição.  Classificou-se para os Jogos Olímpicos de Verão de 2016, representando Porto Rico na categoria até 53 kg feminino.